# Младеновский, Марио
Марио Младеновский (макед. Марио Младеновски; родился 16 сентября 2000 года в Скопье, Македония) — македонский футболист, защитник клуба «Вараждин».

## Клубная карьера
Младеновский — воспитанник клубов «Металлург» из города Скопье и «Вардар». В начале 2018 года Марио попал в заявку основной команды красно-черных на сезон. В матче против «Силекса» он дебютировал в чемпионате Македонии выйдя в основном составе. В своём дебютном сезоне Марио стал серебряным призёром чемпионата, а спустя год повторил это достижение. В сезоне 2019/2020 Малденовский завоевал место в основном составе команды.

## Международная карьера
16 ноября 2019 года в отборочном матче чемпионата Европы 2020 против сборной Австрии Младеновский дебютировал за сборную Македонии, заменив во втором тайме Джёко Зайкова.

## Достижения
Клубные
 «Вардар»
- Вице-чемпион чемпионата Македонии (2) — 2017/2018, 2018/2019